# 马礼逊
马礼逊（英語：Robert Morrison，1782年1月5日—1834年8月1日），又譯作羅拔·摩理臣，英格蘭出生的蘇格蘭公理宗传教士。清嘉庆十二年（1807）受倫敦傳道會派遣来华传教，到达广州，是外国来华的第一个新教传教士，在英国东印度公司任职25年。他在广州做了大量文化工作，包括了第一个把《圣经》全文翻译成中文并予以出版；独自编撰了中国第一部《华英字典》，编写了《中国一览》、《广东省土语字汇》（1828年）等近代早期中西文化交流方面的重要作品。他為第一个华人新教教徒蔡高施洗，按立了第一名华人牧师梁发。他和米怜等在马六甲创办了英华书院、中文月刊《察世俗每月统计传》与英文刊物《印度支那拾锦》，在澳門出版中文報刊《雜聞篇》。英华书院是近代传教士开办的第一所中文学校，马礼逊曾任该院牧师。曾协助詹姆士·馬地臣办了在中国出版的第一份英文报——《广州记录报》。1834年過世，葬於澳門舊基督教墳場。

## 經歷事蹟

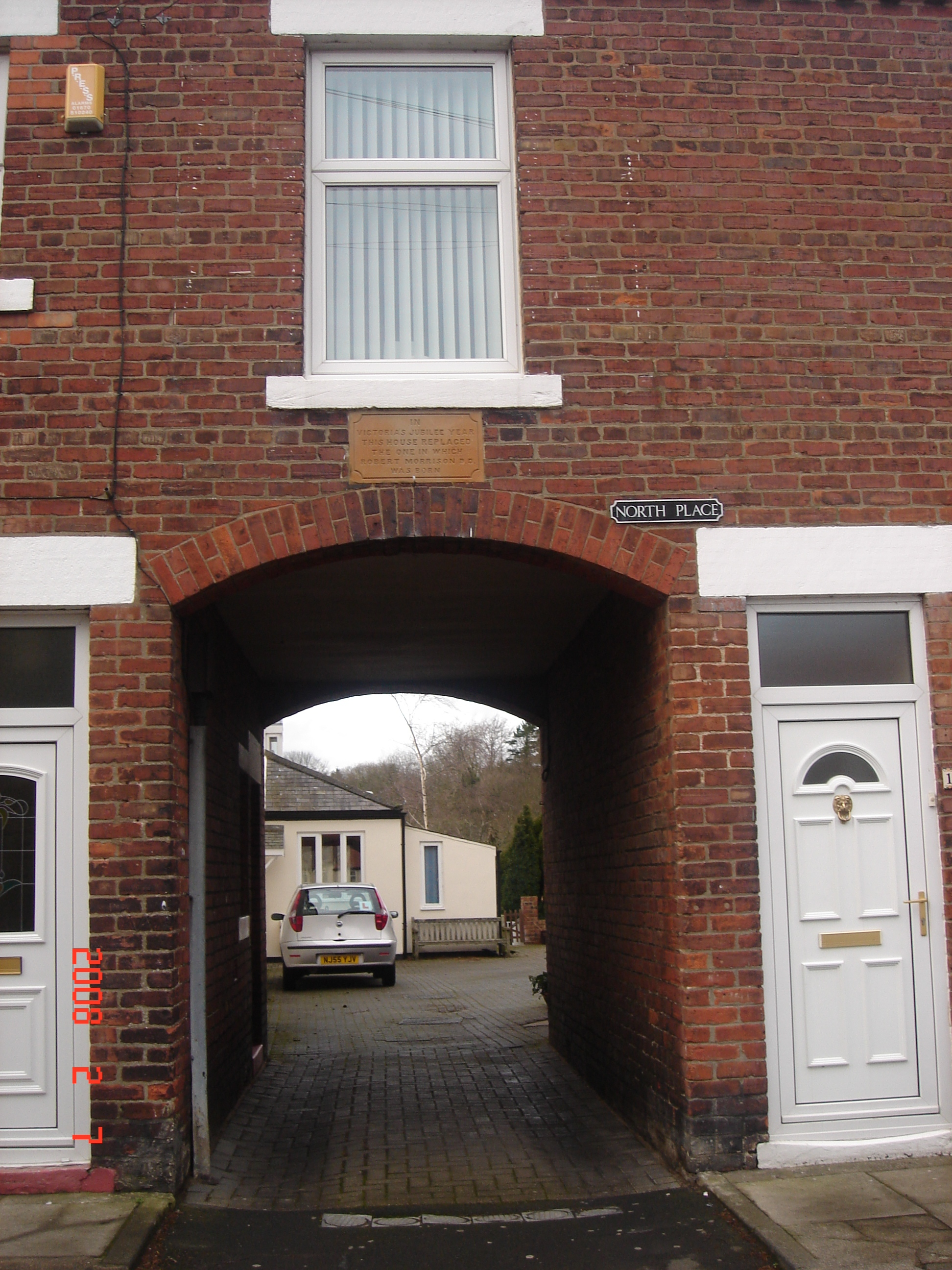
马礼逊於1782年出生地，英國諾森伯蘭郡布勒格林

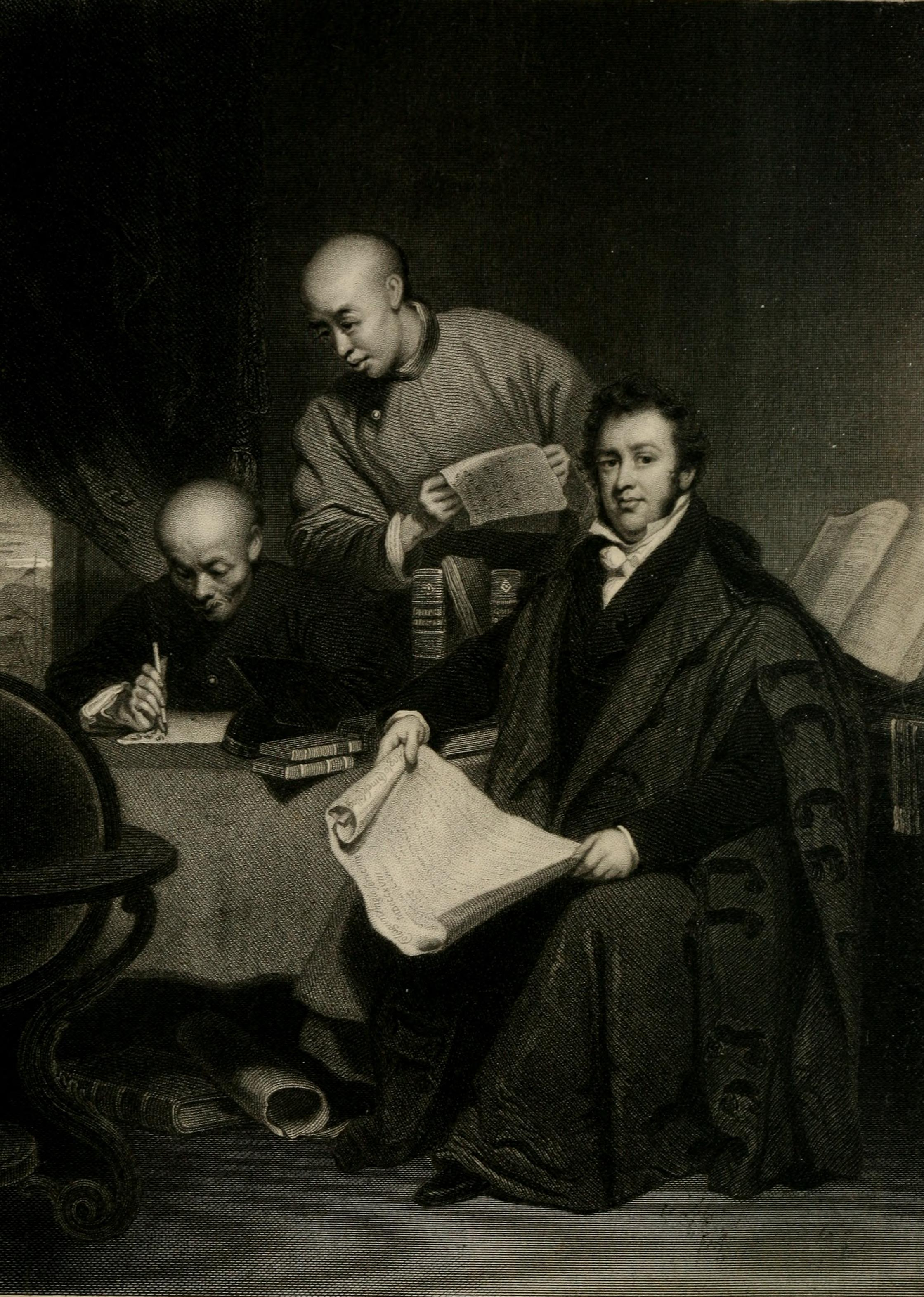
马礼逊在办公中

1804年已修讀神學兩年的马礼逊年22歲，加入英国海外传教组织倫敦傳道會（London Missionary Society，簡稱倫敦會），並被派往中国传教。他在书上写到：“求上帝将我置于困难最多和从人类眼光中看来最难成功之布道区域中”。这一申请被接受后，倫敦會還聘請旅居英國的中國人楊三德教授馬禮遜中文。他又學習一些天文及医学知識，期望與利玛窦採取一样方式，以傳授西方科技的人才進入中國。因为他深知当时清朝並没有开放，不具有傳教的自由。為了进入中国要有其他的切入点，而医学和天文是當時西方较先进的方向，因此他希望接着这个做为交流的媒介以順利进入中国。
1807年时马礼逊自英国启程来到中国，当时英國東印度公司壟斷倫敦至廣州航線。公司為免運載傳教士而得罪禁教的清政府而拒載馬禮遜。他只好先到纽约再轉往廣州。在纽约那边换船並且申请手续。在办手续的时候，纽约船坞公司职员知曉其將前往中国，便以轻视的口吻对他说“马礼逊，你以为靠你一个人，就可以改变中国過去5000年來對於偶像的崇拜嗎”，那时马礼逊回答一句有名的话：“我不能，但我相信神能”，他以这样的信念與信心抵達中国。他於1807年5月12日離開纽约，乘坐三叉戟号商船，9月4日 (嘉慶十二年八月三日) 抵達澳門。
1807年9月7日 (嘉慶十二年八月六日)，马礼逊进入广州，因为不能够进入中国其他地區，所以滞留在广州的十三洋行，在美国驻广州领事馆一位领事的庇护下隐居。1年間隱居在廣州和澳門苦學中文。1809年 (嘉慶十四年) 他與英軍醫官莫敦的女兒結婚，同年被銷售鴉片的東印度公司聘为高级译员。从此马礼逊有了一个公开的身份的東印度公司的員工，往来于广州与澳门。马礼逊秘密学習中文，以了解中国文化的情形，以预备向中国人传播福音。开始时遇到許多艰难，但后来他的中文学得相当好。

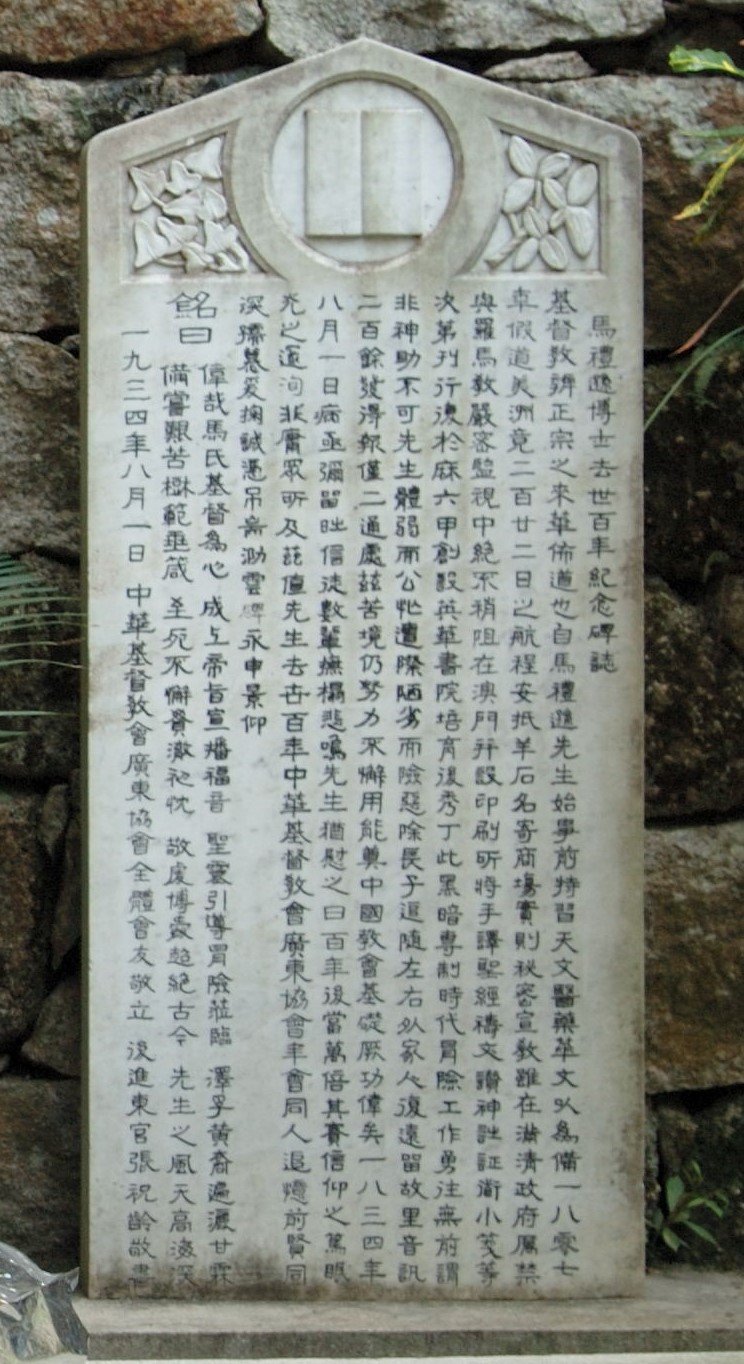
立於澳門基督教墳場的马礼逊紀念碑

## 工作

### 預備傳教
1812年（嘉慶十七年）， 马礼逊就开始编《中文文法》（又名《中文法程》）。因为他深知無法自由传道，但是如果西方传教士要来中国一定要学好中文。
在秘密刊印传教书籍时，马礼逊结识了一批为其服务的刻印工人，1814年9月9日（嘉慶十九年七月十六日），廣東省香山县人蔡科（二十世紀一份不太可靠的文獻指其名為蔡高，有誤）皈依基督新教由馬禮遜施洗，他是中國第一位基督新教的信徒。
1818年（嘉慶二十三年）在马六甲创办英華書院，兼活字版印刷所。
1823年12月（道光三年十一月），梁发被马礼逊按立为第一個新教的中國籍牧師。他协助马礼逊做印刷工作。梁发在1832年用中文寫了一本《劝世良言》，於鄉試時派發給赴考生員。這本《劝世良言》就是日後太平天國開國者洪秀全的思想根據。
1823年（道光三年），马礼逊出版了一部重要的汉英对照字典：《华英字典》。当时大部分的欧洲人都懂英文，因此懂英文的傳教士就可以根据这部字典来学习中文或从事翻译工作。所以《华英字典》和基督教義的小册，是马礼逊的重要贡献。在这项奠基性的工作中他得到梁发和其他一两位中国助手的帮助。

### 翻译圣经
1810年（嘉慶十五年），馬禮遜来中国才三年，就已开始翻译《使徒行传》、《路加福音》、《约翰福音》。
马礼逊在1813年（嘉慶十八年）将《新约》（《耶穌基利士督我主救者新遺詔書》）全部翻译完毕，並在廣州秘密出版。
1819年（嘉慶二十四年），馬禮遜與另一位倫敦會傳教士米憐一同完成《旧约》的翻译工作，在马六甲出版。
到1823年（道光三年），新旧约圣经合并出版，名為《神天聖書》（在幾年前慶祝馬禮遜來華的活動中，香港曾出版其影印版）。马礼逊所翻译的中文圣经是在中国本土出版的第一本中文圣经（比在海外出版的马士曼译本稍晚一些），在此之后还有裨治文翻译的中文圣经（1863年，同治二年）及其他文理譯本。马礼逊的译本在时间上很早，翻譯严谨、貼切，所以他这部中文圣经對后来的譯本產生了不小的影響。

### 出版杂志
1815年8月5日（嘉慶二十年七月一日），馬禮遜在马六甲出版了第一份以华人为对象的中文报纸：《察世俗每月统记传》。这本杂志介绍西方科学、律法和一些新知识，也讲述教义和圣经。他介绍一些新资料，让中国人对西方文化有些了解，同时也对圣经的教义有些了解。
馬禮遜在马六甲英華書院附设了一个活字版铅字印刷的印刷厂。这是戴德生的岳父倫敦會傳教士台約爾创建的活字版的华文铅字，可以大量印刷圣经和传教杂志。
1833年4月29日（道光十三年三月十日），馬禮遜在澳門出版中文報刊《雜聞篇》，該報終刊於同年10月17日（道光十三年九月五日），以雙面印刷和近代報刊樣式單頁出版，共出版了三期，每期4頁，大部分內容以宣揚新教信仰為主。該報也是最早以金屬活字印刷、在中國境內最早出版以及澳門歷史上最早出版的中文期刊，亦是「澳門是西式活字印刷術最早用於中文印刷的地方」的證明。

### 漢語教學與辦學
馬禮遜兼通粵語和南京官話兩種漢語。東印度公司所屬廣州商館（Canton Factory）在1810年代至1830年代，僱用了馬禮遜為中文翻譯，並開設中文班，起初只教南京官話一種漢語，1828年廣州商館大班命令員工兼學粵語，馬禮遜籍機編撰《廣東省土話字彙》（英語：Vocabulary of the Canton Dialect）為教材。馬禮遜的南京官話和粵語教學是英國最早的華語作為第二語言教學，為19世紀的英國中文教學與研究的制度化奠定了資料基礎。
1818年（嘉慶二十三年），马礼逊在马六甲创办英華書院，教育华人青年及儿童，及栽培後進的來華傳教士，是华人的第一所洋学堂。1843年（道光二十三年），英華書院遷至香港，造就許多香港的基督教人才。
1828年（道光八年），梁发跟古天青在广东的高明县也设了第一所基督徒的私塾，也就是给小孩子读书的学校。这是初期的新式学堂，除了教文学、文化外，也教圣经，介紹西方的科学、地理知识以及英文。

## 家庭
馬禮遜有兩段婚姻，第一段是在澳門與莫瑪莉（Mary Morton）結婚，育有兩子一女。
- 長子James，出生後不久便夭折
- 長女Mary Rebecca Morrison，她丈夫是傳教士合信
- 次子馬儒翰，《南京條約》談判的翻譯，香港第一代議政局和定例局議員

莫瑪莉在1821年 (道光元年) 病死於澳門後，三年後馬禮遜在英國續弦，有五個子女。

## 以其命名的事物
香港
- 摩利臣山，位於灣仔[11]
  - 馬禮遜學堂，香港第一所西式學堂
  - 摩理臣山工業學院，香港第一所工業學院，現改稱「香港專業教育學院摩理臣山分校」
  - 摩理臣山游泳池，摩利臣山公共游泳池[12]
- 摩利臣山道，摩利臣山山腳道路
- 摩利臣街，位於上環
- 馬禮遜紀念碑，位於跑馬地香港墳場
- 馬禮遜紀念會所，位於旺角，現為中華基督教會香港區會總部
- 馬禮遜堂，位於薄扶林香港大學賽馬會第二舍堂村[13]
- Morrison House，香港基督教青年會創立、港青基信書院的社[14]
- 馬禮遜樓，法定古跡，中華基督教會何福堂書院旁[15]

澳門
- 馬禮遜紀念碑 (澳門)，位於澳門基督教墳場

广州
- 马礼逊纪念堂，原址广州长堤五仙门附近[2]，已被清拆。

台灣
- 台中馬禮遜美國學校，位於台中市水湳[16]

上海
- 玛礼逊路（Morrison Road），今虹口区茂林路。

## 相关书籍
- 《马礼逊回忆录》 马礼逊夫人编（中译本：顾长声等译，广西师范大学出版社，2004）
- 蘇精。《中國，開門！馬禮遜及相關人物研究》。香港：基督教中國宗教文化研究社，2005年。
- Green, Katharine R (Katherine Rogers) : 《馬禮遜小傳》. 上海 : 廣學會 , 1948. （页面存档备份，存于）  基督教文藝出版社藏書,  香港浸會大學圖書館. 華人基督宗教文獻保存計劃.
- Mason, Isaac ;  周雲路譯 : 《馬禮遜傳》. 上海 : 廣學會 , 1932. （页面存档备份，存于）  基督教文藝出版社藏書,  香港浸會大學圖書館. 華人基督宗教文獻保存計劃.
- 李貞明 :《福音初至 (本劇本以馬禮遜牧師來華傳道為本)》. 香港 : 基督教輔僑出版社, 1960. （页面存档备份，存于）  基督教文藝出版社藏書,  香港浸會大學圖書館. 華人基督宗教文獻保存計劃.

## 外部連結
- 豆瓣读书上的《马礼逊回忆录 （页面存档备份，存于）》
- 豆瓣读书上的《中國，開門！ （页面存档备份，存于）》

 维基共享资源上的相關多媒體資源：马礼逊